# Polycarpa willisi
Polycarpa willisi is een zakpijpensoort uit de familie van de Styelidae. De wetenschappelijke naam van de soort is voor het eerst geldig gepubliceerd in 1906 door Herdman.